# 阿尔德亚利塞斯
阿尔德亚利塞斯，是西班牙卡斯蒂利亚-莱昂索里亚省的一个市镇。总面积6平方公里，总人口27人（2001年），人口密度5人/平方公里。